# Дубино (коммуна)
Дуби́но (итал. Dubino) — коммуна в Италии, в провинции Сондрио области Ломбардия.
Население составляет 3159 человек, плотность населения составляет 243 чел./км². Занимает площадь 13 км². Почтовый индекс — 23015. Телефонный код — 0342.
Покровителями коммуны почитаются святые апостолы Пётр и Андрей, празднование — 29 июня.